# サタモニ・フリーウェイ
サタモニ・フリーウェイは、2002年4月6日～2007年3月30日まで東海ラジオ放送で放送されていた情報番組。

## パーソナリティ
- 安蒜豊三（東海ラジオアナウンサー）
- 谷川明美（当時、東海ラジオアナウンサー）

## 放送時間
- 毎週土曜6時30分～9時

## コメンテーター
- 吉田武史（中日新聞編集委員）
- 飯尾歩（同上）
- 富田たかし（心理学者・駒沢女子大学教授）

## 番組コーナー

### 6時台
- サタモニ・ニュースフレッシュ･･･朝一番の最新ニュースを紹介。
- サタモニランキング･･･人気の本のランキングを紹介。

### 7時台
- ニュース7
- 週刊トピックス
- 東海・東南海・南海大地震キャンペーン どうなる?どうする!
  - この番組では、毎週テーマに基づいた短いラジオ劇を放送。なお月1回の割合で、日本気象協会の新井伸夫（地震キャンペーンに携わっている人）に電話で登場してもらい、月テーマについて解説してもらう。
- ラジオナビ･･･リスナーに様々なアンケートを行う。

### 8時台
- サタモニ心理研究会･･･「ラジオナビ」のコーナーに寄せられたアンケートを富田たかしが分析する。
- おとなの音だ･･･最新の音楽から懐かしの音楽まで、毎週様々なジャンルの音楽を紹介。
- ドクター中嶋の健康一番
- JOMO童話の花束
- 今週のメッセージ

## 備考
- この番組を含め、東海ラジオで放送中の月～土の朝ワイドでは、日本気象協会東海支部所属の気象予報士が 番組内すべてではないが天気予報に登場し、詳しい情報を伝えてくれる。

| 東海ラジオ放送 土曜6:30～9:00枠              | 東海ラジオ放送 土曜6:30～9:00枠 | 東海ラジオ放送 土曜6:30～9:00枠 |
| 前番組                                       | 番組名                          | 次番組                          |
| -------------------------------------------- | ------------------------------- | ------------------------------- |
| サタデーパーク アマチン通り （7:00 - 10:00） | サタモニ・フリーウェイ          | 天野良春"リアル"                |